# NBMR-1

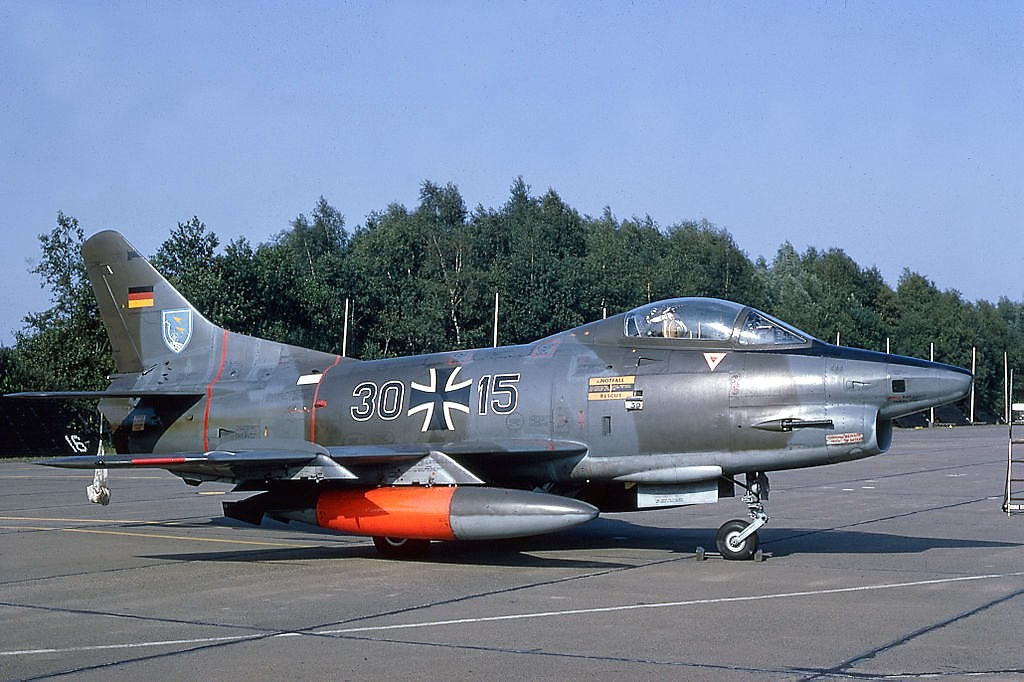
Le Fiat G.91, gagnant de la compétition liée à la spécification NBMR-1.

Le NBMR-1, pour NATO Basic Military Requirement 1 (en français : Nécessité militaire basique no 1 de l'OTAN), était un document produit par un comité de l'OTAN dans les années 1950 détaillant les spécifications de conception de futurs avions de combat.
Les nécessités faisaient appel à un « chasseur d'attaque tactique léger » (en anglais : Light-Weight Tactical Strike Fighter, ou LWTSF), capable d'emporter à la fois des armes conventionnelles ou nucléaires depuis des aérodromes peu préparés et ne nécessitant qu'une maintenance modeste.

## Spécification
En décembre 1953, le commandement suprême de l'OTAN, réalisant que quelques chasseurs chers et complexes disposés sur quelques bases aériennes étaient très vulnérables en cas d'attaque nucléaire, publia une spécification pour la conception d'un nouvel avion de soutien tactique léger. Les constructeurs aéronautiques des divers pays de l'OTAN furent invités à soumettre leurs propositions de conception pour un futur Light Weight Strike Fighter. Le but de la compétition était de produire un avion qui était léger, de petite taille, et équipé d'un armement et d'une avionique basiques. Il devait également être capable d'opérer depuis des aérodromes dispersés et ne nécessiter qu'un soutien terrestre réduit.
Les nécessités techniques étaient les suivantes :
- Distance de décollage de 1 100 m pour un obstacle de 15 m ;
- Capacité à décoller et atterrir depuis des pistes en herbe et des routes ;
- Vitesse maximale de Mach 0,95 ;
- Rayon d'action de 280 km avec un temps sur cible de 10 minutes ;
- Blindage pour le pilote et les réservoirs de carburant ;
- Quatre mitrailleuses de 12,7 mm ou deux canons de 30 mm ;
- Une masse n'excédant pas 2 200 kg à vide et 4 700 kg au maximum[2].

Le défi de fournir un moteur qui corresponde aux besoins de légèreté et de puissance, ainsi que de fiabilité et de facilité de maintenance, fut résolu par l'emploi du turboréacteur Bristol Siddeley Orpheus. Le développement de ce moteur fut financé par le programme américain mutuel de développement d'armement (en anglais : Mutual Weapons Development Program), qui était une façon pour les États-Unis de soutenir l'achat d'armement pour les membres de l'OTAN dans le cadre du Mutual Defense Assistance Act.

## Propositions et sélections
Des concepts furent proposés par les constructeurs de nombreux pays de l'OTAN, incluant la France, l'Italie et les États-Unis. Des concepts devaient être disponibles dans les deux mois avant la compétition et soumis à l'AGARD (en), sous la direction de Theodore von Kármán. Le comité évalua huit projets, incluant l'Aerfer Sagittario II (Italie), le Breguet Br.1001 Taon (France), le Dassault Mystère XXVI (France), le Fiat G.91 (Italie), le Northrop N-156 (États-Unis) et le SNCASE SE.5000 Baroudeur (France). Bien que son développement soit considéré comme un facteur ayant motivé l'OTAN à publier la spécification, le Folland Gnat lui-même ne fut pas évalué dans la compétition.
La sélection des projets débuta le 18 mars 1953 et nécessita dix-huit mois pour être effectuée, le premier résultat étant annoncé le 30 juin 1955. Les projets gagnants étaient, dans l'ordre : Le Breguet Br. 1001 Taon, le Fiat G.91 et le Mystère XXVI. Des prototypes de chacun de ces appareils furent commandés. Le premier G.91 vola le 9 août 1956 depuis l'aérodrome de Caselle, au nord de Turin, entre les mains du chef pilote d'essai Riccardo Bignamini. Gérard Muselli fit voler le premier Mystère XXVI, désormais renommé Étendard VI, le 15 mars 1956 depuis l'aérodrome de Melun-Villaroche. Le Breguet Taon suivit le 26 juillet 1957.
Les trois concurrents furent envoyés subir des essais d'évaluation au centre d'essais en vol de Brétigny-sur-Orge, en France, en septembre 1957. L'avion italien se montra être le plus impressionnant des trois. Par conséquent, en janvier 1958, il fut officiellement déclaré gagnant de la compétition,.

## Conséquences

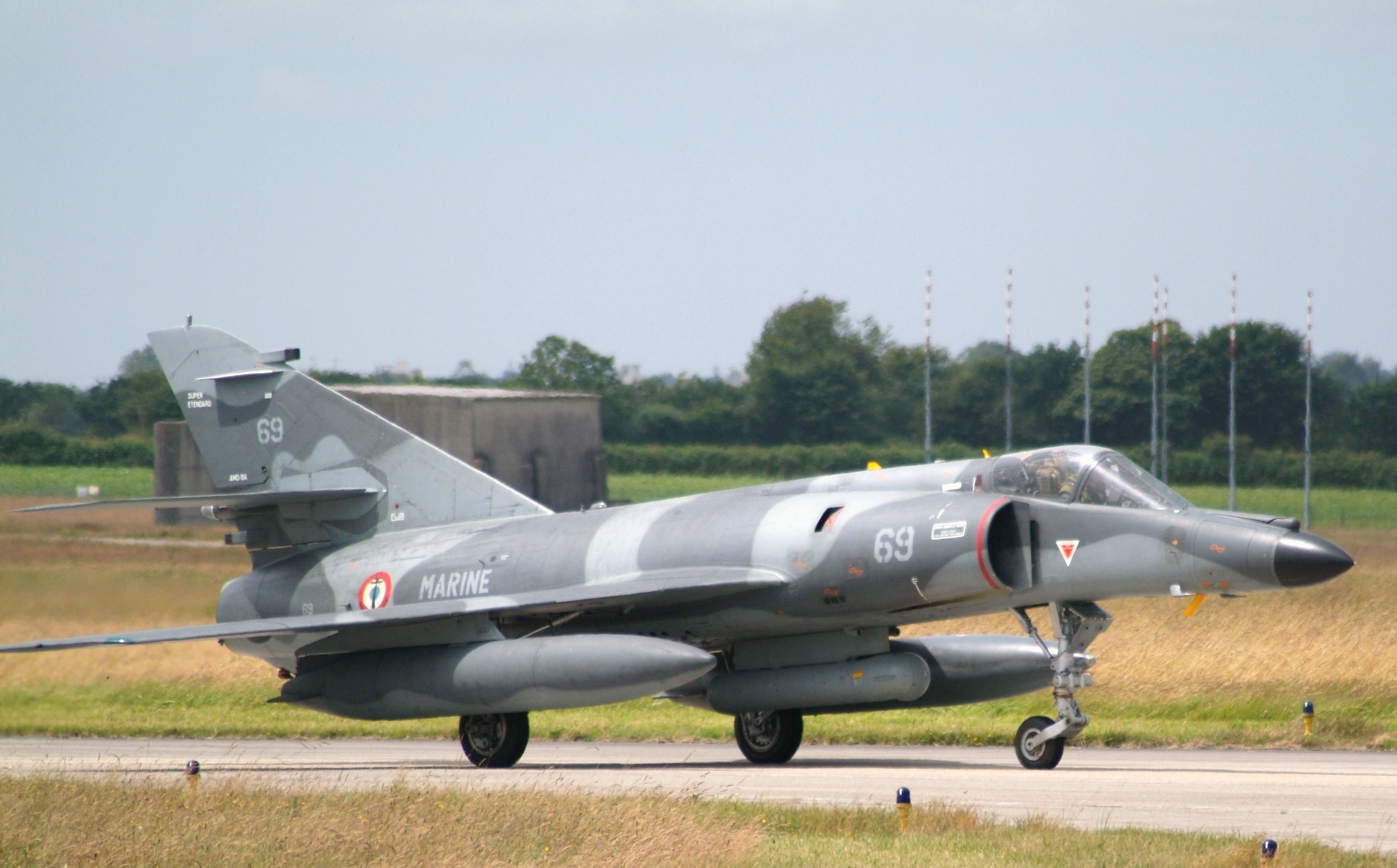
La France continua de son côté avec le projet de l'Étendard, dont la version modernisée ici présente fut la dernière évolution.

Une rencontre des ministres de la Défense des pays de l'OTAN fut tenue en avril 1958, au cours de laquelle il fut accordé que le G.91 serait le premier chasseur d'attaque léger de l'OTAN, avec le Breguet Taon suivant en 1961. Une rencontre liée à la production fut programmée pour le mois de mai 1958, afin de discuter de la production de l'avion avec l'aide financière des États-Unis. Les Américains acceptèrent d'apporter un soutien financier pour les avions français, allemands et italiens, ainsi que de payer pour l'avion turc prévu.
Étant donné les importants intérêts économiques et commerciaux mis en jeu, il y eut une certaine dose de controverse entourant la décision. Après la perte du prototype du G.91 en raison de vibrations aéroélastiques le 20 février 1957, le gouvernement français décida de poursuivre de son côté le développement de l'Étendard. De même, le gouvernement britannique décida également d'ignorer la compétition pour se concentre sur « son » avion, le Hawker Hunter. À l'opposé, de manière préventive le gouvernement italien avait déjà commandé le G.91 pour l'Aeronautica Militare, avant même de connaître les résultats de la compétition.
Enfin, la Luftwaffe allemande fut celle qui plaça la plus grosse commande basée sur la compétition. Elle devait initialement recevoir 50 G.91R et 20 G.91T biplaces en provenance des lignes de production de Fiat Aviazione, puis 232 G.91R supplémentaires produits sous licence en Allemagne par les compagnies Dornier, Messerschmitt et Heinkel, portant le nom d'Arbeitsgemeinschaft G.91. La licence de production fut ensuite augmentée à 294 avions, amenant le total à 344 exemplaires. Le G.91R/3 équipa quatre escadres d'attaque légère (en allemand : « Leichte Kampfgeschwader ») nouvellement créées, remplaçant souvent d'anciennes unités utilisant des F-84F Thunderstreak.
Le G.91 devait être remplacé au cours des années 1960 par le gagnant de la compétition NBMR-3 pour un avion de type V/STOL, mais le résultat de cette compétition ne déboucha sur aucune conception d'avion commune. Finalement, les derniers G.91 furent retirés du service par l'Allemagne et l'Italie respectivement en 1982 et 1995, alors que le Super Étendard, ultime évolution du peu réussi Étendard VI servit au sein de l'aviation navale française jusqu'au 12 juillet 2016.

### Magazines
- (it) Massimo Ferrari, « Addio G.91R », RID magazine,‎ août 1992.
- (en) « Progress with the Orpheus », Flight International magazine, Flight Global/Archives, vol. 72, no 2528,‎ 5 juillet 1957 (lire en ligne [PDF]).
- (en) « Fighter Competition with a Worthwhile Prize », New Scientist, vol. 2, no 46,‎ 3 octobre 1957, p. 10 (ISSN 0262-4079, lire en ligne).
- (en) Riccado Niccoli, « Fiat G.91, NATO's Lightweight Fighter », International Air Power Review, vol. 7,‎ hiver 2002.
- (en) « NATO's Strike Fighter », Flight International magazine, Flight Global/Archives, vol. 73, no 2570,‎ 25 avril 1958 (lire en ligne [PDF]).